# Cheddite

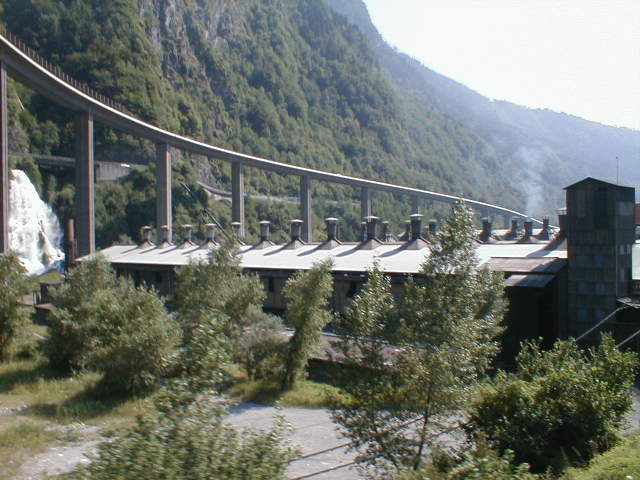
À Chedde, l'usine où était produite la cheddite.

La cheddite est une classe d'explosifs à base de chlorates. Ces explosifs tirent leur nom du fait qu'ils étaient d'abord fabriqués au début du XXe siècle dans le village de Chedde (commune de Passy) en Haute-Savoie.
Proches des explosifs de type Sprengel, les cheddites sont constituées d'une grande proportion de sels (chlorates) inorganiques, mélangés avec des composés nitroaromatiques (par exemple, du nitrobenzène ou du dinitrotoluène), et stabilisés par un peu de paraffine ou d'huile de ricin servant de modérateur pour le chlorate (qui sans cela peut exploser spontanément en présence de chaleur ou à la suite d'une friction).
Différents types de cheddite étaient produits. 
Ils étaient principalement utilisés dans l'exploitation de carrières.
Son utilisation est attestée durant la Première Guerre Mondiale, par les troupes françaises et surtout par la résistance FTP.
En juin 1918, à la suite d'une erreur, un train rempli de munitions a percuté un autre train arrêté en gare, un wagon chargé de cheddite a explosé, provoquant une onde de choc et un incendie qui détruisit plusieurs maisons et coûta la vie à une vingtaine de personnes dont plusieurs habitants d'Avize, dans la Marne.
Une enquête de France 24 révèle que des cartouches de l’entreprise Cheddite ( créé en 1980) ont été utilisées en Iran lors de la répression des manifestations de 2022. Ces munitions sont disponibles en Iran, malgré les sanctions européennes en place depuis 2011. Elles auraient transité par la Turquie, où Cheddite détenait des parts dans une entreprise d'armement